# Circondario di Ténenkou
Il circondario di Ténenkou è un circondario del Mali facente parte della regione di Mopti. Il capoluogo è Ténenkou.

## Geografia antropica

### Suddivisioni amministrative
Il circondario di Ténenkou è suddiviso in 10 comuni:
- Diafarabé
- Diaka
- Diondiori
- Karéri
- Ouro Ardo
- Ouro Guiré
- Sougoulbé
- Ténenkou
- Togoré-Coumbé
- Togoro Kotia